# دده‌بیگلو
دده‌بیگلو روستایی است که در استان اردبیل، شهرستان مشگین‌شهر، بخش مشکین شرقی، دهستان قره‌سو قرار دارد.

## جمعیت
بر اساس سرشماری سال ۱۳۸۵ جمعیت این روستا ۸۷۳ نفر با ۲۲۹ خانوار بوده‌است.